# Рашетова улица
Раше́това улица — улица в Выборгском районе Санкт-Петербурга. Пролегает между проспектами Энгельса и Тореза в историческом районе Удельная.

## История
Название известно с 1887 года, топоним имеет в составе названия форму краткого притяжательного прилагательного женского рода. Здесь находилась дача надворного советника Ивана Рашета, служащего министерства иностранных дел, внука выдающегося скульптора Якова Ивановича Рашета.

## Пересечения
- проспект Энгельса
- проспект Тореза